# Juri Wiktorowitsch Uschakow

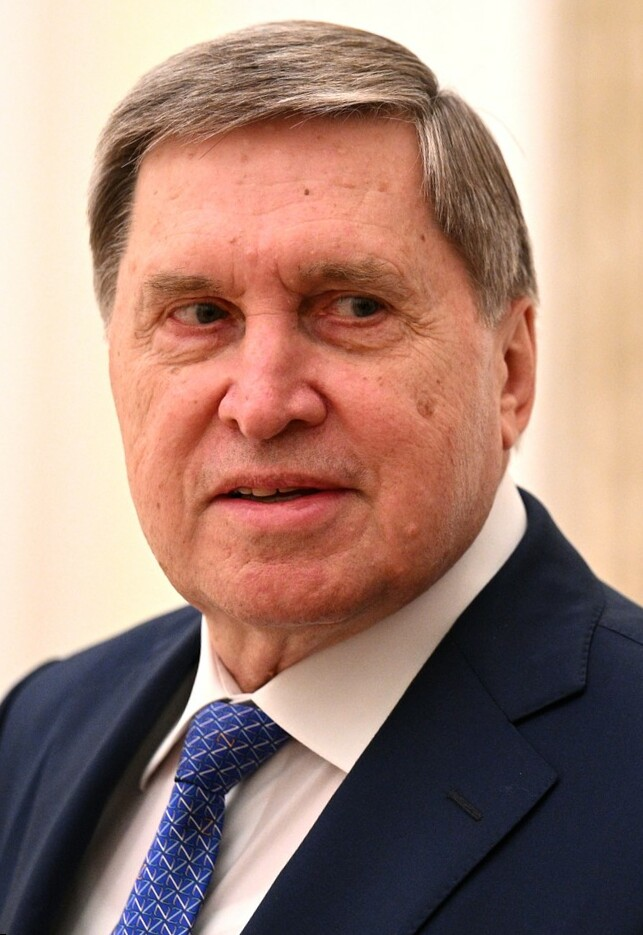
Juri Uschakow im Mai 2023

Juri Wiktorowitsch Uschakow (russisch Юрий Викторович Ушаков; * 13. März 1947 in Moskau) ist ein russischer Diplomat und seit Mai 2012 außenpolitischer Berater des Präsidenten der Russischen Föderation. Er ist Mitglied der russischen Delegation bei den von den USA initiierten Verhandlungen über eine Lösung des Ukrainekonflikts. Uschakow befindet sich auf den Sanktionslisten Australiens, Kanadas und der Ukraine aufgrund seiner Mitwirkung an der russischen Aggression gegen die Ukraine.

## Lebenslauf
Uschakow schloss 1970 das Moskauer Staatliche Institut für Internationale Beziehungen (MGIMO) ab und wurde im selben Jahr auf seine erste Auslandsmission an die Botschaft der Sowjetunion in Kopenhagen geschickt. Es folgten Verwendungen in der Zentrale des Außenministeriums der UdSSR in Moskau: zunächst in der Abteilung für die Länder Skandinaviens und anschließend im Generalsekretariat. Bis 1986 promovierte Uschakow an der Diplomatischen Akademie des Außenministeriums zur Außenpolitik Nordeuropäischer Staaten.
Von 1986 bis 1992 wurde Uschakow erneut in Dänemark eingesetzt, als stellvertretender Botschafter der Sowjetunion bzw. Russlands. Von 1992 bis 1996 war er Leiter der Abteilung für Europäische Zusammenarbeit im Außenministerium der Russischen Föderation in Moskau. In dieser Funktion war er zuständig für die Zusammenarbeit mit der OSZE, EU, NATO, Westeuropäischen Union, dem Europarat und weiteren regionalen europäischen Organisationen. Anschließend wurde Uschakow zum Botschafter bei der OSZE in Wien ernannt, bevor er 1998 als stellvertretender Außenminister nach Moskau zurückkehrte. Er verantwortete die Beziehungen zu den Vereinten Nationen sowie rechtliche und humanitäre Fragen und Menschenrechte. Schon im Dezember desselben Jahres folgte der nächste Auslandseinsatz: Uschakow wurde zum russischen Botschafter in Washington ernannt. Auf diesem Posten blieb er bis 2008.
Im Juni 2008 wechselte er unter dem damaligen Ministerpräsident Wladimir Putin als stellvertretender Stabschef in den Regierungsapparat der Russischen Föderation und wurde 2012 – nach der Rückkehr Putins in den Kreml – zum Berater des Präsidenten ernannt. 

## Politische Positionen
Während Uschakow nicht die mediale Präsenz von Außenminister Sergei Lawrow hat, ist er in den letzten fast 20 Jahren für die Außenpolitik Russlands nicht minder prägend gewesen. Sein Einfluss liegt vor allem in der Gestaltung der langfristigen außenpolitischen Strategie Russlands, beispielsweise der Weiterentwicklung der BRICS, der Beziehungen zu China und zu den USA.
Nach dem Treffen mit der Delegation der USA in Riad am 13. März zeigte sich Uschakow skeptisch zur Aussicht einer russischen Zustimmung zu einer Waffenruhe.

## Sonstiges
Uschakow ist verheiratet und Vater einer Tochter. Er spricht Englisch und Dänisch.